# Хюнерсдорфф, Вальтер фон
Вальтер фон Хюнерсдорфф (нем. Walther von Hünersdorff; 28 ноября 1898, Каир, Египет — 17 июля 1943, Харьков) — германский военачальник, генерал-лейтенант (1.07.1943), кавалер Рыцарского креста с дубовыми листьями.

## Биография
9 августа 1915 года Хюнерсдорфф был зачислен курсантом в гусарский полк. Во время Первой мировой войны он находился на Западном фронте. В октябре 1916 года произведен в лейтенанты.
В 1922 году он находился в 11-м Прусском полку. Летом 1925 года он был произведен в лейтенанты. С весны 1927 года находится в качестве адъютанта. 1 августа 1930 года он стал помощником в обучении персонала 3-й отдел рейхсвера в Берлине. 1 февраля 1933 года получил звание капитана. 1 апреля 1934 года был командующим бронетанковых войск. Майор на 1 апреля 1936 года. В феврале 1938 года был назначен офицером Генштаба 1-й танковой дивизии в Веймаре. Таким образом, на 1 июня 1938 года ему присвоено звание подполковника.

## Вторая мировая война
В октябре 1939 года он был назначен во 2-й армейский корпус. Сентябрь 1940 года провёл в должности начальника штаба 15-го армейского корпуса. В середине ноября 1940 года Хюнерсдорфф был прикомандирован к 3-й танковой группе.
С 22 июня 1941 года воевал в составе 3-й танковой группы на Восточном фронте. 1 июля 1941 года произведен в полковники. 26 января 1942 года за выдающиеся заслуги на Восточном фронте был награждён Немецким крестом в золоте. 1 июля 1942 года был назначен командиром 11-го танкового полка. Зимой 1942—1943 года вместе со своим полком участвовал в Сталинградской битве. В начале февраля 1943 года принял командование 6-й танковой дивизией. 1 мая 1943 года был повышен в звании до генерал-майора.
В июле 1943 года в этой должности принял участие в Курской битве, где его дивизия в составе 3-го танкового корпуса армейской группы «Кемпф» наносила вспомогательный удар по частям 7-й гвардейской армии генерала М. С. Шумилова, понесла большие потери и не выполнила поставленных задач.

### Последние дни и смерть
Был тяжело ранен на передовом командном пункте южнее Прохоровки под Белгородом 14 июля 1943 года — пуля советского снайпера попала ему в голову. В бессознательном состоянии был доставлен в госпиталь в Харьков, где хирурги военной авиации пытались спасти ему жизнь, по требованию Манштейна из Берлина самолётом был срочно доставлен ведущий немецкий нейрохирург Вильгельм Тённис, но все усилия оказались безуспешными. Не приходя в сознание, генерал скончался от полученных ран 17 июля 1943 года.
Похоронен на военном кладбище в Харькове, на похоронах присутствовали Манштейн и Гот, ряд других генералов. Могилы не существует, так как это немецкое военное кладбище было ликвидировано после окончательного освобождения Харькова от немецких войск 23 августа 1943 года.

## Награды
- Железный крест 1914 года, 1-го и 2-го класса
- Пряжка к Железному кресту 1939 года, 1-го и 2-го класса
- Немецкий крест в золоте (26 января 1942)
- Рыцарский крест железного креста
  - Рыцарский крест (22 декабря 1942)
  - Дубовые листья (№ 259) (14 июля 1943)
- За танковую атаку (нагрудный знак)
- Почётный крест ветерана войны
- Медаль «За зимнюю кампанию на Востоке 1941/42»